# Miss Universo 1969
Miss Universo 1969, la 18.ª edición del concurso Miss Universo, se llevó a cabo en Miami Beach, Florida (Estados Unidos) el 19 de julio. La ganadora fue Gloria Diaz, de Filipinas. Diaz se convirtió en la primera representante de  Filipinas y en la tercera asiática en obtener el título.

## Resultados

### Posiciones oficiales
| Resultado Final    | Delegada |
| ------------------ | --- |
| Miss Universo 1969 | - Filipinas - Gloria Diaz |
| 1era Finalista     | - Finlandia - Harriet Eriksson |
| 2nda Finalista     | - Australia - Joanne Barret |
| 3.ª Finalista      | - Israel - Chava Levy |
| 4.ª Finalista      | - Japón - Kikuyo Osuka |
| Top 15             | - Austria - Eva Rueber-Staier - Brasil - Vera Fischer - Chile - Mónica Larson - Colombia - Margarita Reyes - Estados Unidos - Wendy Dascomb - Noruega - Patricia Walker - Perú - María Mantilla - Suecia - Brigitta Lindloff - Suiza - Patrice Sollner - Yugoslavia - Nataśa Kośir |

## Áreas de Competencias

### Competencia preliminar
Previamente a la competencia de la noche final, todas las concursantes compitieron en traje de baño (similares para todas) y en traje de noche  (elegidos a gusto de cada una de las concursantes) durante la competencia preliminar.

Ellas también fueron entrevistadas en privado por el jurado que calificó a las concursantes en cada una de las tres áreas de competencia. Se formó, con esto un grupo de catorce semifinalistas basado en su promedio obtenido en las preliminares  que no fue dado a conocer hasta la noche final.

### Final (Las cinco)
Durante la competencia final, el grupo de catorce semifinalistas seleccionadas en la competencia preliminar fue dado a conocer y compitió de nuevo en entrevista, traje de baño y traje de noche.
Las cinco candidatas con los promedios más altos participaron en una ronda final de votación durante el evento televisado, antes de que las posiciones finales fueran anunciadas, y a su vez, fuera revelado el nombre de la nueva Miss Universo.

### Premios especiales
La edición de Miss Universo de ese año otorgó cuatro premios los cuales fueron: Miss Fotogénica, Miss Simpatía, Mejor Traje Nacional y Mejor en traje de baño este último otorgó 10 puestos.

#### Miss Simpatía Universal
La concursante ganadora al reconocimiento como Miss Amistad (Miss Amity), equivalente a Miss Simpatía, fue elegida por las mismas concursantes, quienes votaron en secreto por aquella de sus compañeras que reflejase mejor el sentido de sana competencia, fraternidad, y amistad entre las naciones; su nombre fue dado a conocer durante la noche final. Mientras cada joven se presentaba, daba su voto que se iba contabilizando mientras el Desfile de las Naciones corría.
| Miss Simpatía | Ganadora       |
| ------------- | -------------- |
| Túnez         | Zohra Boufaden |

#### Miss Fotogénica Universal
La concursante ganadora al reconocimiento como Miss Fotogenia (Miss Photogenic), fue elegida por los reporteros gráficos que cubrían el evento con el visto bueno de la Corporación Miss Universo; se otorgó a la candidata que retratase mejor ante las cámaras fotográficas.
| Miss Fotogénica | Ganadora        |
| --------------- | --------------- |
| Nueva Zelanda   | Carole Robinson |

#### Traje Nacional Universal
El traje ganador al reconocimiento de Mejor Traje Nacional de Miss Universo 1969 fue elegido por un panel de jueces especializados en cultura y tradiciones.
| Traje Nacional | Ganadora         |
| -------------- | ---------------- |
| Tailandia      | Sangduen Manwong |

#### Mejores en traje de baño
La Organización Miss Universo  escogió a 10 candidatas de las 65 que mejor posaron en traje de baño las cuales tuvieron un premio y un reconociminto especial por parte de la organización.
| Traje de Baño                       | Ganadoras |
| ----------------------------------- | --- |
| Las diez ganadoras en traje de baño | - - Joanne Barret - - Eva Rueber-Staier - - Vera Fischer - - Margarita Reyes - - Harriet Eriksson - - Chava Levy - - María Mantilla - - Gloria Diaz - - Wendy Dascomb - - Nataśa Kośir |

## Orden de anunciación

### Las quince semifinalistas
- Grupo 1:  Australia, Finlandia, Perú, Austria, Noruega, Filipinas e Israel.

- Austria - Eva Rueber-Staier
- Finlandia - Harriet Eriksson
- Perú - María Mantilla
- Australia - Joanne Barret
- Noruega - Patricia Walker
- Filipinas - Gloria Diaz
- Israel - Chava Levy

- Grupo 2: EE. UU., Yugoslavia, Brasil, Suecia, Colombia, Japón, Chile, Suiza.
- Estados Unidos - Wendy Dascomb
- Yugoslavia - Nataśa Kośir
- Brasil - Vera Fischer
- Suecia - Brigitta Lindloff
- Colombia - Margarita Reyes
- Japón - Kikuyo Osuka
- Chile - Mónica Larson
- Suiza - Patrice Sollner

### Las cinco finalistas
- Finlandia, Israel, Australia, Filipinas, Japón.

## Jueces
| - Edilson Cid Varela - Eileen Ford - Dong Kingman - David Merrick | - Norma Nolan - Monique van Vooren - Earl Wilson |

## Candidatas
| - Alemania - Gesine Froese - Argentina - Lidia Esther Pepe - Aruba - Jeannette Geerman - Australia - Joanne Barret - Austria - Eva Rueber-Staier - Bahamas - Joan Bowe - Bélgica - Danièle Roels - Bermudas - Maxine Samantha Bean - Bolivia - Luz María Rojas - Bonaire - Julia Nicolaas - Brasil - Vera Lúcia Berndt Fischer - Canadá - Jacquie Perrin - Ceylán - Marlene Beverly Seneveratne - Chile - Mónica Cecilia Larson Teuber - Colombia - Margarita María Reyes Zawadsky - Corea - Lim Hyun-jung - Costa Rica - Clara Freda Antillón - Curazao - Yvonne Wardekker - Dinamarca - Jeanne Perfeldt - Ecuador - Rosana Leonor Vinueza Estrada † - Escocia - Sheena Drumond - España - María Amparo Rodrigo Lorenzo - Estados Unidos - Wendy Jane Dascomb - Filipinas - Gloria Maria Aspillera Diaz - Finlandia - Harriet Marita Eriksson - Francia - Agathe Cognet - Gales - Shirley Jones - Grecia - Irene Diamantoglou - Guam - Anita Johnston - Holanda - Welmoed Hollenberg - Honduras - Viena Paredes Zelaya | - Hong Kong - Christine Tam Mei-Mei - India - Kavita Bhambani - Inglaterra - Myra Van Heck - Irlanda - Patricia Byrne - Islandia - Maria Baldursdóttir - Israel - Chava Levy - Italia - Diana Coccorese - Jamaica - Carol Gerrow - Japón - Kikuyo Osuka - Luxemburgo - Marie Antoniette Bertinelli - Malasia - Rosemary Wan Chow Mui - Malta - Natalie Quintana - México - Gloria Leticia Hernández Martín del Campo - Nicaragua - Soraya Herrera Chávez - Noruega - Patricia "Pia" Ingrid Walker - Nueva Zelanda - Carole Robinson - Perú - María Julia Mantilla Mayer - Puerto Rico - Aída Betancourt García - República Dominicana - Rocío María García Báez - Singapur - Mavis Young Siew Kim - Surinam - Greta Natsir - Suecia - Brigitta Lindloff - Suiza - Patrice Sollner - Tailandia - Saengduean Maenwongse - Túnez - Zohra Boufaden - Turquía - Azra Balkan - Uruguay - Julia Möller Roche - Venezuela - María José de las Mercedes Yellici Sánchis - Yugoslavia - Nataśa Kośir - Zaire - Jeanne Mokomo |

- Datos: Q73783